# Semnocera procellaris
Semnocera procellaris är en fjärilsart som först beskrevs av Edward Meyrick 1914.  Semnocera procellaris ingår i släktet Semnocera och familjen styltmalar. Inga underarter finns listade i Catalogue of Life.